# Modern Art
Modern Art ist ein 1992 veröffentlichtes Gesellschaftsspiel von Reiner Knizia. Im Folgejahr erhielt es den Deutschen Spiele Preis.
Modern Art erschien ursprünglich beim Hans im Glück Verlag, der 1993 eine Edition mit dem Logo des Spiels des Jahres herausbrachte, da Modern Art es auf deren Auswahlliste gebracht hatte. 2009 erschien das Autorenspiel komplett neu illustriert bei Pegasus Spiele.
Das Spiel ist für 3 bis 5 Spieler geeignet und hat eine offizielle Spielzeit von 30 bis 45 (Hans im Glück) beziehungsweise 45–60 Minuten (Pegasus). Empfohlen wird das Spiel ab 10 Jahren.
Die Spieler schlüpfen in die Rolle von Kunsthändlern, die moderne Kunstwerke im Rahmen von vier Auktionen ersteigern oder versteigern, um dadurch Gewinne zu machen.
Außerdem existiert ein 2009 erschienenes Kartenspiel mit dem Titel Modern Art - The Card Game (oder Masters Gallery), das ebenfalls von Knizia stammt, jedoch bisher nicht auf Deutsch erhältlich ist. Die Spielmechanik ist ähnlich.

## Weitere Ausgaben
Das Spiel wurde in mehrere Sprachen übersetzt. 1996 sowie 2004 erschien Modern Art auf Englisch bei Mayfair Games, 2006 in Portugiesisch als Arte Moderna bei Odysseia Jogos,  zwei Jahre später bei Lautapelit auf Finnisch, Schwedisch, Norwegisch und Dänisch. Außerdem wurde das Spiel 2009 bei Wargames Club auf Chinesisch (sowohl in Kurzzeichen als auch in Langzeichen als 現代藝術 bzw. 现代艺术) und bei Matagot auf Französisch als Art Moderne und als mehrsprachige Version herausgegeben (niederländisch, französisch, griechisch, polnisch, spanisch).
Das Kartenspiel erschien 2009 bei Gryphon Games und im selben Jahr auf Spanisch bei GenX. 2010 gab es eine Version von Wargames Club auf Chinesisch (Lang- und Kurzzeichen).

## Auszeichnungen und Nominierungen
Neben dem Deutschen Spielepreis wurde Modern Art 1993 außerdem auf die Auswahlliste des Spiels des Jahres gesetzt. 2008 wurde Modern Art das finnische Erwachsenenspiel (Vuoden Aikuistenpeli) des Jahres.
Modern Art wurde 1997 und 1998 vom Games Magazine in der Kategorie bestes Familienstrategiespiel für die Games 100, und 2004 in der Kategorie bestes ausländisches Spiel für Fortgeschrittene des Japan Boardgame Prize nominiert. 2009 wurde es zum norwegischen Familienspiel des Jahres (Årets Familiespill) nominiert.

## Spielmaterialien
- 1 Tableau (Spielbrett)
- 70 Kunstwerkkarten (von 5 Künstlern)
- 5 Sichtblenden (und 1 als Reserve)
- 88 Spielchips
- 12 Wertungsplättchen
- 1 Spielregel

## Spielablauf
Ziel ist es, innerhalb von vier Auktionen durch Erwerb oder Versteigerung (wobei beides Spielchips einbringt/einbringen kann) von Kunstwerken möglichst viel Profit zu machen.
Für drei Spieler wird von den Regeln außerdem eine Variante mit einem Dummy-Spieler empfohlen.

### Aufbau
Das Spielbrett wird in die Mitte gelegt, es zeigt die fünf Künstler und hilft beim Abrechnen der Kaufaktionen. Jeder Spieler erhält eine Sichtblende sowie 100.000 Geldeinheiten in Form von Spielchips, die hinter der Blende versteckt werden. Das restliche Geld bleibt in der sogenannten Kasse. Die Karten werden gemischt, jeder Spieler erhält vor der ersten Auktion je nach Teilnehmerzahl 8–10 Karten, vor der zweiten und dritten 3–6 Karten (vor der vierten keine).

### Ablauf einer Auktion
Der beginnende Spieler wählt eine Karte, die als Kunstwerk versteigert werden soll. Welche der Versteigerungsarten gewählt wird, hängt von einem Symbol am Kartenrand ab, dabei muss stets um mindestens 1000 erhöht werden. Der Höchstbietende erhält den Zuschlag und zahlt den gebotenen Betrag an den vorigen Besitzer oder an die Kasse, falls er der Besitzer der Karte war. Jedoch darf nie mehr geboten werden, als man wirklich besitzt. Bietet niemand, erhält der Ausspieler die Karte umsonst, wenn nicht anders erwähnt. Die Karte wird offen ausgelegt. Danach ist der linke Nachbar an der Reihe. Wurde die fünfte Karte eines Künstlers ausgespielt, so wird die jeweilige Auktion beendet, ohne dass diese letzte Karte versteigert wird (bei einer Ausspielung mit der Karte noch eine Karte bleibt auch diese außen vor).
Alternativ kann es selten auch dazu kommen, dass alle Handkarten aufgebraucht wurden, dann wird nach dem Ablegen der letzten Karte das Spiel beendet, und diese wird nicht mehr gewertet. Spieler ohne Karten können aber weiterhin mitbieten.
Es gibt folgende Versteigerungsarten:
- kreuz und quer

Alle dürfen durcheinanderbieten.
- einmal reihum

Jeder Spieler darf in Sitzreihenfolge nur einmal bieten.
- in die Faust

Alle Spieler nehmen verdeckt eine Menge Chips (oder keine) in die Hand, dann wird gleichzeitig aufgedeckt. Bei Gleichstand gewinnt der Spieler, der am nächsten am Ausspieler sitzt.
- Preis ansagen

Der Spieler, dem die Karte gehört, verlangt einen Betrag für die Karte. Wer als erster bereit ist, diesen zu zahlen, erhält den Zuschlag, will keiner sie haben, muss der Besitzer selbst zahlen.
- noch eine Karte

Diese Karte kann nur mit einer weiteren des gleichen Künstlers versteigert werden. Die Versteigerungsart richtet sich nach dieser Karte. Diese zweite Karte kann entweder vom Ausspieler selbst kommen oder reihum von einem anderen Spieler, der dann der Versteigerer beider Karten ist. Will niemand diese zweite Karte legen, so erhält der ursprüngliche Spieler die Karte umsonst.

### Abrechnung einer Auktion
Es wird nachgesehen, welcher Künstler am meisten, am zweitmeisten und am drittmeisten offenliegende Bildkarten hat. Für die Kunstwerke des ersten gibt es je 30.000, für die des zweiten 20.000 und die des dritten 10.000 Geldeinheiten, die restlichen sind wertlos. Diese Beträge werden mit Wertungsplättchen markiert. Bei Gleichstand wird der Künstler, der weiter links auf dem Spielbrett ist, bevorzugt, was durch geringere Kunstwerkzahl dieses Künstlers aufgewogen wird.
In den folgenden Runden erhalten die Spieler für die Kunstwerke der ersten drei Künstler zusätzlich die markierten Beträge aus den vorigen Runden. 
Die offenliegenden Karten werden nun mit Chips entlohnt und aus dem Spiel genommen. Die restlichen Handkarten bleiben erhalten.